# غز الغربي (أنزان الغربي)
غز الغربي (بالفارسية: گز غربی) هي قرية تقع في إيران في قسم أنزان الغربي الريفي. يقدر عدد سكانها بـ 2,317 نسمة .